# 方斑小头蛇
方斑小头蛇（学名：Oligodon nagao），一种分布于越南北部、老挝中部及中国广西壮族自治区西南部的爬行动物，隶属于游蛇科小头蛇属。

## 保护
本种于2023年被收录入《有重要生态、科学、社会价值的陆生野生动物名录》。